# Biodro Records
Biodro Records – polska wytwórnia płytowa założona w Trójmieście w 1998 roku przez Andrzeja Maroszka, Darka Dikti i Tymona Tymańskiego. Szybko zdobyła renomę wydając P.O.L.O.V.I.R.U.S. Kur i debiut Ścianki, Statek kosmiczny Ścianka. Płyty sprzedały się, odpowiednio, w liczbie ponad 25 i 5 tysięcy egzemplarzy. Do 2001 roku nakładem Biodro Records ukazały się płyty Pogodna, Kobiet, i projektów Tymona Tymańskiego – Miłości z Lesterem Bowie, grupy Czan.
W 2001 roku z powodu trudności finansowych wytwórnia zawiesiła działalność na 5 lat, by wznowić ją w 2006 roku. Reaktywowane Biodro wydało m.in. płyty oleckiego barda Marka Gałązki, bluesmana Romka Puchowskiego, oraz albumy grup Tymon & Transistors, Kobiety i Graal.
Pod koniec 2010 roku firma została zamknięta.

## Dyskografia
- Kury – P.O.L.O.V.I.R.U.S. (BRCD 001, 1998)
- Ścianka – Statek kosmiczny Ścianka (BRCD 002, 1998)
- Czan – Samsara (BRCD 003, 1999)
- Łowżył, Tymański, Klebba, Chandran – Ni Sa Ni (BRCD 004, 1999)
- Miłość & Lester Bowie – Talkin’ About Life and Death (BRCD 005, 2000)
- Pogodno – Pogodno (BRCD 006, 2000)
- Kury – Napijmy się oleju (EP, BRCD 007, 1999)
- Świetlicki/Trzaska – Cierpienie i Wypoczynek (BRCD 008, 2000)
- Pan Witek – Gość z Atlantydy (BRMC 009, 2000)
- Kobiety – Kobiety (BRCD 010, 2000)
- Killa Familla – Supa Dupa Free Style (BRCD 011, 2001)
- Poganie – Wirtualna Miłość (EP, BRCD 012, 2001)
- Kury & DJ Scissorkicks – 100 lat undergroundu (BRCD 013, 2001)
- Marek Gałązka – Tu Stacja Sopot (BRCD 014, 2006)
- Romek Puchowski – Simply (BRCD 015, 2006)
- Wiolonczele z Miasta – No i Monika (BRCD 016, 2007)
- Graal – Live In Bohema Jazz Club (BRCD 017, 2007)
- Tymon & The Transistors – Don’t Panic! We’re From Poland (BRCD 018, 2007)
- Kobiety – Amnestia (BRCD 019, 2007)
- Tymański Yass Ensemble – Jitte (BRCD 020, 2008)
- Bajzel – Bajzel (BRCD 021, 2008)
- Jacek „Bielas” Bieleński – Bielas (BRCD 022, 2008)
- Kury – P.O.L.O.V.I.R.U.S. (reedycja, BRCD 023, 2008 RE)
- Pawilon – Retromantik (BRCD 024, 2008)
- Miłość – Miłość (reedycja, BRCD 025, 2008 RE)
- Von Zeit – Ocieramy się (BRCD 026, 2008)
- Tomasz Gwinciński – P. und der Wolf – Szkoła Bydgoska Tom 2 (BRCD 027, 2008)
- Kobiety – Kobiety (reedycja, BRCD 028, 2008 RE)
- Sni Sredstvom Za Uklanianie – 1983-1986 (BRCD 029, 2008)
- Lars – Live Act Reggae Squad (BRCD 030, 2008)
- Płyny – Rzeszów-St.Tropez (BRCD 031, 2008)
- Prząśniczki – Pokolenie Wigry III (BRCD 032, 2009)
- Kury & DJ Scissorkicks – 100 lat undergroundu (reedycja, BRCD 033, 2008 RE)
- Free Cooperations – Sketches of Poland  (BRCD 035, 2008)
- Miłość – Taniec smoka (reedycja, BRCD 036, 2009 RE)
- Tymański Yass Ensemble – Free Tibet  (BRCD 037, 2008)
- Pulsarus – FAQ (BRCD 038, 2009)
- Bajzel – Miłośnij (BRCD 039, 2009)
- Sensorry – 38:06 (BRCD 040, 2009)
- Tymon & The Transistors – Bigos Heart (BRCD 041, 2009)